# Festival de Cannes 1979
Le Festival de Cannes 1979, 32e édition, a lieu du 10 au 24 mai 1979 et se déroule au Palais des Festivals dit Palais Croisette, 50 du boulevard de la Croisette.

## Déroulement et faits marquants
L'édition 1979 fait l'objet d'une importante controverse. Sept mois après avoir présidé le jury, la romancière Françoise Sagan dénonce le fonctionnement de l'institution dans Le Matin de Paris. Selon elle, la direction du Festival a dicté en coulisse son palmarès aux jurés. Gilles Jacob, chargé de la sélection, revient sur cet épisode dans La Vie passera comme un rêve.
Sagan reste indifférente devant Apocalypse Now de Francis Ford Coppola pour lequel le Festival accepte au préalable tous les ordres, contre-ordres, contraintes techniques et caprices. Conscient de l'ampleur de l’œuvre, Gilles Jacob déroge même à la règle qui interdit à un cinéaste déjà lauréat de la Palme d'or de revenir en compétition (Coppola l'avait obtenue cinq ans plus tôt pour Conversation secrète).
Sagan ne jure que par Le Tambour de Volker Schlöndorff, adapté du roman homonyme de Günter Grass. Ce film, commente Jacob, est « plus dans la tradition littéraire qu'elle préfère, même s'il y a du Conrad dans Apocalypse Now ».
Sa ténacité finit par payer et, le jour précédant la clôture, le vote préliminaire du jury place Le Tambour en tête. Au vu de ce résultat, le président du festival Robert Favre Le Bret et Maurice Bessy, ex-délégué général et juré cette année-là (à titre de compensation pour départ forcé), font pression dans la soirée sur les autres membres du jury, leur expliquant que l'intérêt supérieur de Cannes penche en faveur de Coppola pour des raisons évidentes d'image de marque, de visibilité planétaire de l’événement ou d'intérêts diplomatiques, stratégiques et commerciaux (frilosité des studios américains à présenter leurs productions sur la Croisette en plus d'une direction promettant à l'époque le meilleur aux décideurs pour sélectionner tel et tel film[pas clair]),.
Lors de l'ultime délibération, la Palme d'or est attribuée à la quasi-unanimité au film américain. Furieuse, Sagan se retire avant la fin des débats et fait ses valises. Pour étouffer le scandale, une délégation vient lui proposer un compromis : accepter que la Palme soit décernée ex æquo à Apocalypse Now et au Tambour en échange de son silence. Sagan obtempère mais rompt sa promesse quelques mois plus tard. Sa révélation fracassante déclenche un mouvement de révolte dans la presse contre le Festival. Ce dernier répond que Sagan a laissé une ardoise de 10 000 francs au palace où elle logeait.
Lors du gala de clôture, Schlöndorff fait un discours sans ambiguïté sur David et Goliath et Coppola ne dit pas un mot. Ce dernier, qui vient de devenir le premier cinéaste doublement palmé, glisse plus tard à l'oreille de Gilles Jacob : « Je n'ai eu qu'une demi-Palme. »
Après cette édition houleuse, Jacob prend deux mesures pour la suite : supprimer définitivement la règle empêchant les lauréats de la Palme de revenir en compétition et interdire toute ingérence de la direction dans les décisions du jury. Dès lors, le président et le délégué général assistent muets aux délibérations et se contentent d'expliquer le règlement intérieur lors de la première réunion ou de le rappeler par la suite si besoin est.

## Jury de la compétition
- Présidente du jury : Françoise Sagan, écrivain
- Jules Dassin, réalisateur
- Luis García Berlanga, réalisateur
- Maurice Bessy, journaliste
- Paul Claudon, producteur
- Robert Rojdestvenski, écrivain
- Rodolphe M. Arlaud, journaliste et scénariste
- Sergio Amidei, scénariste
- Susannah York, comédienne
- Zsolt Kézdi-Kovács, réalisateur

## Sélections

### Sélection officielle

#### Compétition
La sélection officielle en compétition se compose de 21 films :
| Film                                                      | Réalisateur          | Pays                         |
| --------------------------------------------------------- | -------------------- | ---------------------------- |
| Apocalypse Now                                            | Francis Ford Coppola | États-Unis                   |
| L'Héritage (Arven)                                        | Anja Breien          | Norvège                      |
| Sans anesthésie (Bez znieczulenia)                        | Andrzej Wajda        | Pologne                      |
| Cher papa (Caro papà)                                     | Dino Risi            | Italie                       |
| Les Moissons du ciel (Days of Heaven)                     | Terrence Malick      | États-Unis                   |
| Le Tambour (Die Blechtrommel)                             | Volker Schlöndorff   | Allemagne de l'Ouest, France |
| Femme entre chien et loup (Een vrouw tussen hond en wolf) | André Delvaux        | Belgique, France             |
| Le Grand Embouteillage (L'ingorgo una storia impossible)  | Luigi Comencini      | Italie                       |
| La Drôlesse                                               | Jacques Doillon      | France                       |
| Les Sœurs Brontë                                          | André Téchiné        | France                       |
| Rhapsodie hongroise (Magyar rapszódia)                    | Miklós Jancsó        | Hongrie                      |
| Ma brillante carrière (My Brilliant Career)               | Gillian Armstrong    | Australie                    |
| Norma Rae                                                 | Martin Ritt          | États-Unis                   |
| L'Occupation en 26 images (Okupacija u 26 slika)          | Lordan Zafranović    | Yougoslavie                  |
| Série noire                                               | Alain Corneau        | France                       |
| Sibériade (Siberiada)                                     | Andreï Kontchalovski | Union soviétique             |
| Les Survivants (Los sobrevivientes)                       | Tomás Gutiérrez Alea | Cuba                         |
| Le Syndrome chinois (The China Syndrome)                  | James Bridges        | États-Unis                   |
| Les Européens (The Europeans)                             | James Ivory          | Royaume-Uni                  |
| Victoria                                                  | Bo Widerberg         | Suède, Allemagne de l'Ouest  |
| Woyzeck                                                   | Werner Herzog        | Allemagne de l'Ouest         |

#### Un certain regard
La section Un certain regard comprend 12 films :
- Cher voisin (A kedves szomszéd) de Zsolt Kézdi-Kovács
- Companys, procés a Catalunya de Josep Maria Forn
- De la nuée à la résistance (Dalla nube alla resistenza) de Jean-Marie Straub et Danièle Huillet
- La Troisième Génération (Die Dritte Generation) de Rainer Werner Fassbinder
- Encore un hiver de Françoise Sagan
- Fad'jal de Safi Faye
- Les Petites Fugues d'Yves Yersin
- Moments de la vie d'une femme de Michal Bat-Adam
- Mourir à tue-tête d'Anne Claire Poirier
- Pavillon VI (Paviljon VI) de Lucian Pintilie
- Février, printemps précoce (Early Spring) de Xie Tieli
- L'Esprit du vent (Spirit of the Wind) de Ralph R. Liddle

#### Hors compétition
8 films sont présentés hors compétition :
- À nous deux de Claude Lelouch
- Le Christ s'est arrêté à Eboli (Cristo si è fermato a Eboli) de Francesco Rosi
- Hair de Miloš Forman
- Dix pour survivre (I dieci diritti del bambino) de Johan Hagelback, Jerzy Kotowski, John Halas, Manfredo Manfredi, Fernando Ruiz, Alina Kotowski, Klaus Georgi, Katja Georgi
- Le Musée du Louvre de Toshio Urata
- Manhattan de Woody Allen
- Répétition d'orchestre (Prova d'orchestra) de Federico Fellini
- Le Malin (Wise Blood) de John Huston

### Quinzaine des réalisateurs
La sélection officielle des longs métrages de la Quinzaine des réalisateurs se compose de 17 films.
- L'Éducation de Véra (Angi Vera) de Pál Gábor
- Avoir 16 ans de Jean Pierre Lefebvre
- Ces merveilleux hommes à la manivelle (Báječní muži s klikou) de Jiří Menzel
- Bastien, Bastienne de Michel Andrieu
- Black Jack de Ken Loach
- Caniche de Bigas Luna
- Chrissomaloussa de Tony Lycouressis
- Crônica de um Industrial de Luis Rosemberg
- Julio comienza en julio de Silvio Caiozzi
- La empresa perdona un momento de locura de Mauricio Walerstein
- La Mémoire courte d'Eduardo de Gregorio
- Nighthawks de Ron Peck
- Old Boyfriends de Joan Tewkesbury
- Cinq Soirées (Piats Vetcherov) de Nikita Mikhalkov
- Rockers de Ted Bafaloukos
- Tiro de Jacob Bijl
- Cauchemars (Zmory) de Wojciech Marczewski

La sélection officielle des courts métrages de la Quinzaine des réalisateurs se compose de 5 films.
- Combattimento d'Anna Kendall
- Idila d'Alexsandar Ilich
- Panoplie de Philippe Gaucherand
- Romance d'Yves Thomas
- Vereda Tropical de Joaquim Pedro de Andrade (segment de Contos Eróticos)

### Semaine de la critique
- Entends le coq de Stefan Dimitrov (Bulgarie)
- Fremd bin ich eigezogen de Titus Leber (Autriche)
- Jun de Hiroto Yokoyama (Japon)
- Northern Lights de John Hanson & Rob Nilsson (Etats-Unis)
- Les Ombres du vent de Bahman Farmanara (Iran)
- La Rabia d'Eugeni Anglada (Espagne)
- Les Servantes du bon dieu de Diane Létourneau (Canada)

## Palmarès
- Palme d’or (ex æquo) : Le Tambour (Die Blechtrommel) de Volker Schlöndorff et Apocalypse Now de Francis Ford Coppola
- Grand prix spécial du jury : Sibériade (Sibiriada) d'Andreï Kontchalovski
- Prix de la mise en scène : Terrence Malick pour Les Moissons du ciel (Days of Heaven)
- Prix d'interprétation féminine : Sally Field pour Norma Rae de Martin Ritt
- Prix d'interprétation masculine : Jack Lemmon pour Le Syndrome chinois (The China Syndrome) de James Bridges
- Prix du second rôle féminin : Eva Mattes pour Woyzeck de Werner Herzog
- Prix du second rôle masculin : Stefano Madia pour Cher papa (Caro papà) de Dino Risi
- Grand prix de la commission technique supérieure : Norma Rae de Martin Ritt
- Prix FIPRESCI de la critique internationale : Apocalypse Now de Francis Ford Coppola
- Palme d'or du Festival international du film - court métrage : Harpya de Raoul Servais
- Caméra d'or : Northern Lights de John Hanson et Rob Nilsson